# Riu Kovja
El riu Kovja (en rus Кoвжа) passa per l'óblast de Vólogda, a Rússia, i desemboca al llac Béloie.
Té una longitud de 86 km i una conca de 5.000 km². El Kovja neix al llac Kóvjskoie i només flueix deu quilòmetres pel seu cabal natural. Uns 4 km abans d'arribar Annenski Most s'uneix al canal Volga-Bàltic, que passa entre la ciutat d'Aleksàndrovskoie i el llac Béloie pel llit artificialment profund del riu.
Els seus principals afluents són, per l'esquerra, l'Ujla i el Iarboziorki, i per la dreta el Matkrutxei, el Iarboziorki, el Kopsarka, l'Udajka i el Lévaia Kitla.